# Champions Hockey League 2015/16
Die Champions Hockey League 2015/16 war die zweite Austragung des höchsten Wettbewerbs für Clubmannschaften im europäischen Eishockey.

## Modus
Die 48 Mannschaften starteten in einer Gruppenphase mit 16 Gruppen à drei Clubs. Die Mannschaften spielten dabei gegen jeden Gruppengegner ein Heim- und ein Auswärtsspiel. Die Gruppenphase fand vom 20. August bis 6. September 2015 statt.
Die beiden besten Mannschaften jeder Gruppe qualifizierten sich für die Play-offs, die am 22. September 2015 begannen. Diese wurden im KO-Verfahren als Hin- und Rückspiel ausgetragen. Das Finale wurde in einem Spiel am 9. Februar 2016 ausgetragen.

## Teilnehmer
An der CHL 2015/16 nahmen 48 Clubs aus 12 Ländern teil. Teilnahmeberechtigt waren mit A-Lizenz die 26 Gründungsmitglieder der CHL, insofern sie in einer der beteiligten Ligen spielten. Dazu kamen die zwölf B-Lizenzen für die Meister und Hauptrundensieger der sechs beteiligten Ligen, Nachrücken konnten Finalisten und Halbfinalisten bzw. Hauptrundenzweite sein. Weitere zehn C-Lizenzen wurden an den Sieger des IIHF Continental Cup 2014/15 sowie neun Clubs der fünf sogenannten Challenge Leagues vergeben. Ursprünglich waren zwei Plätze für Dänemark vorgesehen, der Hauptrundensieger Herning Blue Fox verzichtete jedoch. Der Platz ging daher an Frankreich und wurde von den Brûleurs de Loups de Grenoble eingenommen.
| - NLA: 6 Vereine der Saison 2014/15 ZSC Lions Zürich (A, Hauptrundensieger) EV Zug (A) Fribourg-Gottéron (A) SC Bern (A) HC Davos (B, Meister) Genève-Servette HC (B, Halbfinalist) - Liiga: 8 Vereine der Saison 2014/15 Kärpät Oulu (A, Meister, Hauptrundensieger) HIFK Helsinki (A) JYP Jyväskylä (A) KalPa Kuopio (A) Tappara Tampere (A) TPS Turku (A) Lukko Rauma (B) Espoo Blues (B, Viertelfinalist) - GET-ligaen: 2 Vereine der Saison 2014/15 Stavanger Oilers (C, Meister, Hauptrundensieger) Storhamar Hockey (C, Finalist) - Metal Ligaen: 1 Verein der Saison 2014/15 SønderjyskE Ishockey (C, Meister) | - DEL: 6 Vereine der Saison 2014/15 ERC Ingolstadt (A) Adler Mannheim (A, Meister, Hauptrundensieger) Eisbären Berlin (A) Krefeld Pinguine (A) EHC Red Bull München (B, Hauptrundenzweiter) Düsseldorfer EG (B, Halbfinalist) - SHL: 8 Vereine der Saison 2014/15 Djurgårdens IF Stockholm (A) Färjestad BK Karlstad (A) Frölunda HC Göteborg (A) HV71 Jönköping (A) Linköpings HC (A) Luleå HF (A, Titelverteidiger) Skellefteå AIK (B, Hauptrundensieger) Växjö Lakers (B, Meister) - Ligue Magnus: 2 Vereine der Saison 2014/15 Rapaces de Gap (C, Meister) Brûleurs de Loups de Grenoble (C, Hauptrundensieger) - IIHF Continental Cup (1) HK Njoman Hrodna (C, Sieger) | - EBEL: 4 Vereine der Saison 2014/15 EC Red Bull Salzburg (A, Meister, Sieger der Pick-Round) Vienna Capitals (A) Black Wings Linz (B, Zweiter der Pick-Round) EC KAC (B, Halbfinalist) - Tschechische Extraliga: 6 Vereine der Saison 2014/15 Bílí Tygři Liberec (A) HC Pardubice (A) HC Sparta Prag (A) HC Vítkovice Ostrava (A) HC Oceláři Třinec (B, Hauptrundensieger) HC Litvínov (B, Meister) - Slowakische Extraliga: 2 Vereine der Saison 2014/15 HC Košice (C, Meister, Hauptrundensieger) HK Nitra (C, Finalist) - EIHL: 2 Vereine der Saison 2014/15 Sheffield Steelers (C, Meister) Braehead Clan (C, Vizemeister) |

## Gruppenphase

### Gruppe A
| 21. August 2015 17:30 Uhr | HIFK Helsinki Corey Elkins (3:23) Lauri Taipalus (7:46) Tomáš Záborský (59:54) | 3:1 (2:0, 0:0, 1:0) Spielbericht | SC Bern Trevor Smith (47:06) | Helsingin Jäähalli, Helsinki Zuschauer: 2.912 |

| 23. August 2015 15:00 Uhr | Linköpings HC Nichlas Hardt (29:32) Andrew Gordon (31:42) Andrew Gordon (PS) | 3:2 n. P. (0:0, 2:1, 1:1, 0:0, 1:0) Spielbericht | SC Bern Cory Conacher (37:14) Eric Blum (53:24) | Saab Arena, Linköping Zuschauer: 2.247 |

| 28. August 2015 19:45 Uhr | SC Bern Gian-Andrea Randegger (22:31) Justin Krueger (55:23) Andrew Ebbett (PS) | 3:2 n. P. (0:0, 1:1, 1:1, 0:0, 1:0) Spielbericht | HIFK Helsinki Mika Partanen (24:54) Mika Partanen (42:09) | PostFinance-Arena, Bern Zuschauer: 6.212 |

| 30. August 2015 15:00 Uhr | Linköpings HC Petter Hansson (15:29) Rhett Rakhshani (43:35) | 2:0 (1:0, 0:0, 1:0) Spielbericht | HIFK Helsinki | Saab Arena, Linköping Zuschauer: 3.516 |

| 3. September 2015 17:30 Uhr | HIFK Helsinki Mika Partanen (14:10) | 1:2 (1:0, 0:2, 0:0) Spielbericht | Linköpings HC Gustav Forsling (31:48) Nichlas Hardt (39:05) | Helsingin Jäähalli, Helsinki Zuschauer: 4.894 |

| 5. September 2015 19:45 Uhr | SC Bern Cory Conacher (3:57) | 1:7 (1:2, 0:1, 0:4) Spielbericht | Linköpings HC Rhett Rakhshani (9:16) Chad Billins (19:08) Jakob Lilja (28:34) Niklas Fogström (40:57) Chad Billins (43:36) Jakob Lilja (44:23) Anton Blomberg (47:56) | PostFinance-Arena, Bern Zuschauer: 5.777 |

| Pl. |               | Sp | S | OTS | OTN | N | Tore  | Punkte |
| 1.  | Linköpings HC | 4  | 3 | 1   | 0   | 0 | 14:04 | 11     |
| 2.  | HIFK Helsinki | 4  | 1 | 0   | 1   | 2 | 06:08 | 4      |
| 3.  | SC Bern       | 4  | 0 | 1   | 1   | 2 | 07:15 | 3      |

Abkürzungen: Pl. = Platz, Sp = Spiele, S = Siege, OTS = Siege nach Verlängerung (Overtime) oder Penaltyschießen, OTN = Niederlagen nach Verlängerung oder Penaltyschießen, N = Niederlagen

Erläuterungen: Sechzehntelfinalqualifikant

### Gruppe B
| 20. August 2015 19:00 Uhr | Djurgårdens IF Stockholm Alexander Fällström (1:49) Marcus Sörensen (28:09) | 2:4 (1:1, 1:2, 0:1) Spielbericht | Tappara Tampere Jukka Peltola (17:14) Patrik Laine (28:27) Arttu Ilomäki (29:45) Patrik Laine | Globen Arena, Stockholm Zuschauer: 2.127 |

| 22. August 2015 17:00 Uhr | EV Zug | 0:7 (0:3, 0:2, 0:2) Spielbericht | Tappara Tampere Markus Kankaanperä (1:17) Jani Lajunen (6:08) Jan-Mikael Järvinen (10:00) Manu Honkanen (32:59) Atte Mäkinen (36:19) Stephen Dixon (41:06) Henrik Haapala (43:45) | Bossard Arena, Zug Zuschauer: 3.727 |

| 27. August 2015 17:30 Uhr | Tappara Tampere Nick Plastino (30:29) Nick Plastino (39:10) | 2:3 n. V. (0:1, 2:1, 0:0, 0:1) Spielbericht | Djurgårdens IF Stockholm Henrik Eriksson (2:05) Linus Hultström (36:41) Tomi Sallinen (60:43) | Hakametsä Stadium, Tampere Zuschauer: 3.381 |

| 29. August 2015 19:45 Uhr | EV Zug Pierre-Marc Bouchard (47:53) Reto Suri (48:31) | 2:3 (0:1, 0:1, 2:1) Spielbericht | Djurgårdens IF Stockholm Henrik Eriksson (16:15) Robin Alvarez (33:19) Alexander Fällström (44:54) | Bossard Arena, Zug Zuschauer: 3.051 |

| 4. September 2015 20:00 Uhr | Djurgårdens IF Stockholm David Rundqvist (4:28) Adam Ollas Mattsson (6:07) Markus Ljungh (20:48) Alexander Fällström (26:59) Henrik Eriksson (59:16) | 5:3 (2:2, 2:1, 1:0) Spielbericht | EV Zug Jarkko Immonen (5:03) Daniel Sondell (14:32) Lino Martschini (27:40) | Hovet, Stockholm Zuschauer: 2.529 |

| 6. September 2015 15:00 Uhr | Tappara Tampere Henrik Haapala (23:38) Stephen Dixon (37:08) Jani Lajunen (57:28) | 3:1 (0:0, 2:1, 1:0) Spielbericht | EV Zug Dario Bürgler (33:13) | Hakametsä Stadium, Tampere Zuschauer: 4.015 |

| Pl. |                          | Sp | S | OTS | OTN | N | Tore  | Punkte |
| 1.  | Tappara Tampere          | 4  | 3 | 0   | 1   | 0 | 16:06 | 10     |
| 2.  | Djurgårdens IF Stockholm | 4  | 2 | 1   | 0   | 1 | 13:09 | 8      |
| 3.  | EV Zug                   | 4  | 0 | 0   | 0   | 4 | 06:18 | 0      |

Abkürzungen: Pl. = Platz, Sp = Spiele, S = Siege, OTS = Siege nach Verlängerung (Overtime) oder Penaltyschießen, OTN = Niederlagen nach Verlängerung oder Penaltyschießen, N = Niederlagen

Erläuterungen: Sechzehntelfinalqualifikant

### Gruppe C
| 20. August 2015 19:00 Uhr | SønderjyskE Vojens Mads Bødker (13:05) Mads Lund (25:54) Cory Quirk (36:42) Kim Lykkeskov (59:33) | 4:1 (1:0, 2:0, 1:1) Spielbericht | EC Red Bull Salzburg Thomas Raffl (49:56) | SE Arena, Vojens Zuschauer: 1.711 |

| 22. August 2015 19:00 Uhr | HV71 Jönköping Kristofer Berglund (42:41) Erik Christensen (48:20) Teemu Laine (51:04) Simon Önerud (52:45) | 4:1 (0:0, 0:0, 4:1) Spielbericht | EC Red Bull Salzburg John Hughes (40:42) | Kinnarps Arena, Jönköping Zuschauer: 2.318 |

| 27. August 2015 19:30 Uhr | EC Red Bull Salzburg Ben Walter (2:48) Brian Connelly (16:41) Benn Ferriero (23:17) Benn Ferriero (29:36) Ryan Duncan (41:33) Benn Ferriero (50:07) Benn Ferriero (56:19) | 7:2 (2:1, 2:0, 3:1) Spielbericht | SønderjyskE Vojens Mads Lund (14:05) Morten Skov (55:10) | Eisarena Salzburg, Salzburg Zuschauer: 1.590 |

| 29. August 2015 17:00 Uhr | HV71 Jönköping Simon Önerud (17:59) Chris Abbott (20:44) Chris Campoli (21:35) Chris Campoli (31:58) Ted Brithén (35:51) Björn Melin (41:57) Ted Brithén (50:09) | 7:1 (1:0, 4:0, 2:1) Spielbericht | SønderjyskE Vojens Thomas Spelling (52:16) | Kinnarps Arena, Jönköping Zuschauer: 2.100 |

| 3. September 2015 19:00 Uhr | SønderjyskE Vojens Mads Lund (28:57) | 1:2 (0:0, 1:1, 0:1) Spielbericht | HV71 Jönköping Jere Karalahti (37:17) Mattias Tedenby (46:50) | SE Arena, Vojens Zuschauer: 1.548 |

| 5. September 2015 19:30 Uhr | EC Red Bull Salzburg Kyle Beach (12:50) | 1:3 (1:1, 0:1, 0:1) Spielbericht | HV71 Jönköping Kevin Stenlund (8:30) Bjorn Melin (23:36) Martin Thörnberg (59:34) | Eisarena Salzburg, Salzburg Zuschauer: 1.512 |

| Pl. |                      | Sp | S | OTS | OTN | N | Tore  | Punkte |
| 1.  | HV71 Jönköping       | 4  | 4 | 0   | 0   | 0 | 16:04 | 12     |
| 2.  | EC Red Bull Salzburg | 4  | 1 | 0   | 0   | 3 | 10:13 | 3      |
| 3.  | SønderjyskE Vojens   | 4  | 1 | 0   | 0   | 3 | 08:17 | 3      |

Abkürzungen: Pl. = Platz, Sp = Spiele, S = Siege, OTS = Siege nach Verlängerung (Overtime) oder Penaltyschießen, OTN = Niederlagen nach Verlängerung oder Penaltyschießen, N = Niederlagen

Erläuterungen: Sechzehntelfinalqualifikant

### Gruppe D
| 21. August 2015 18:30 Uhr | HK Nitra Tibor Kutálek (32:19) Peter König (39:30) | 2:4 (0:0, 2:3, 0:1) Spielbericht | Skellefteå AIK Erik Forssell (22:48) Tim Heed (25:01) Adam Pettersson (34:52) Janne Pesonen (50:49) | Nitra Aréna, Nitra Zuschauer: 2.832 |

| 23. August 2015 16:15 Uhr | Bílí Tygři Liberec | 0:4 (0:0, 0:1, 0:3) Spielbericht | Skellefteå AIK Tim Heed (26:47) Axel Holmström (43:40) Patrik Zackrisson (58:06) Martin Lundberg (59:55) | Home Credit Arena, Liberec Zuschauer: 2.265 |

| 27. August 2015 19:00 Uhr | Skellefteå AIK Janne Pesonen (1:03) Jimmie Ericsson (15:44) Terry Broadhurst (PS) | 3:2 n. P. (2:2, 0:0, 0:0, 0:0, 1:0) Spielbericht | HK Nitra Peter König (2:00) Marek Slovak (3:13) | Skellefteå Kraft Arena, Skellefteå Zuschauer: 3.146 |

| 29. August 2015 18:00 Uhr | HK Nitra | 0:9 (0:5, 0:2, 0:2) Spielbericht | Bílí Tygři Liberec Jan Výtisk (3:36) Petr Vampola (4:21) Martin Bakoš (5:01) Petr Jelínek (5:25) Michal Bulíř (14:08) Dominik Lakatoš (22:31) Jakub Valský (30:48) Jakub Valský (49:47) Lukáš Krenželok (58:34) | Nitra Aréna, Nitra Zuschauer: 2.215 |

| 3. September 2015 16:00 Uhr | Bílí Tygři Liberec Martin Bakoš (13:56) Branko Radivojevič (39:13) | 2:0 (1:0, 1:0, 0:0) Spielbericht | HK Nitra | Home Credit Arena, Liberec Zuschauer: 2.234 |

| 5. September 2015 15:00 Uhr | Skellefteå AIK Jimmie Ericsson (9:38) John Norman (24:51) Martin Lundberg (28:14) Sebastian Ohlsson (29:07) Pär Lindholm (41:47) | 5:2 (1:1, 3:0, 1:1) Spielbericht | Bílí Tygři Liberec Michal Řepík (14:58) Michal Řepík (50:47) | Skellefteå Kraft Arena, Skellefteå Zuschauer: 3.278 |

| Pl. |                    | Sp | S | OTS | OTN | N | Tore  | Punkte |
| 1.  | Skellefteå AIK     | 4  | 3 | 1   | 0   | 0 | 16:06 | 11     |
| 2.  | Bílí Tygři Liberec | 4  | 1 | 0   | 0   | 2 | 13:09 | 6      |
| 3.  | HK Nitra           | 4  | 0 | 0   | 1   | 3 | 04:18 | 1      |

Abkürzungen: Pl. = Platz, Sp = Spiele, S = Siege, OTS = Siege nach Verlängerung (Overtime) oder Penaltyschießen, OTN = Niederlagen nach Verlängerung oder Penaltyschießen, N = Niederlagen

Erläuterungen: Sechzehntelfinalqualifikant

### Gruppe E
| 20. August 2015 20:00 Uhr | Färjestad BK Karlstad | 0:4 (0:0, 0:3, 0:1) Spielbericht | HC Davos Andres Ambühl (22:24) Dario Simion (33:48) Marc Aeschlimann (34:17) Marcus Paulsson (53:26) | Löfbergs Lila Arena, Karlstad Zuschauer: 2.400 |

| 22. August 2015 18:30 Uhr | HC Pardubice Radoslav Tybor (13:07) Radoslav Tybor (28:53) | 2:3 (1:0, 1:2, 0:1) Spielbericht | HC Davos Andres Ambühl (26:02) Dino Wieser (38:43) Andres Ambühl (59:18) | Tipsport arena, Pardubice Zuschauer: 3.123 |

| 28. August 2015 19:45 Uhr | HC Davos | 0:1 n. V. (0:0, 0:0, 0:0, 0:1) Spielbericht | Färjestad BK Karlstad Robbie Earl (60:50) | Vaillant Arena, Davos Zuschauer: 3.930 |

| 30. August 2015 17:00 Uhr | HC Pardubice Jakub Svoboda (50:00) Tomáš Rolinek (54:16) | 2:3 (0:1, 0:0, 2:2) Spielbericht | Färjestad BK Karlstad John Persson (13:23) Mikael Johansson (50:20) Johan Ryno (57:05) | Tipsport arena, Pardubice Zuschauer: 3.025 |

| 3. September 2015 20:00 Uhr | Färjestad BK Karlstad Linus Persson (49:19) Robbie Earl (53:50) John Persson (59:40) Milan Gulaš (63:07) | 4:3 n. V. (0:0, 0:2, 3:1, 1:0) Spielbericht | HC Pardubice Tomáš Marcinko (21:52) Jakub Svoboda (29:43) Radoslav Tybor (53:19) | Löfbergs Lila Arena, Karlstad Zuschauer: 2.792 |

| 5. September 2015 19:45 Uhr | HC Davos Dick Axelsson (1:45) Ján Brejčák (6:55) Ján Brejčák (29:41) Dario Simion (59:32) Enzo Corvi (59:57) | 5:3 (2:0, 1:2, 2:1) Spielbericht | HC Pardubice Tomáš Rolinek (30:10) Adam Havlík (38:19) Patrik Poulíček (58:20) | Vaillant Arena, Davos Zuschauer: 4.079 |

| Pl. |                       | Sp | S | OTS | OTN | N | Tore  | Punkte |
| 1.  | HC Davos              | 4  | 3 | 0   | 1   | 0 | 12:06 | 10     |
| 2.  | Färjestad BK Karlstad | 4  | 1 | 2   | 0   | 1 | 08:09 | 7      |
| 3.  | HC Pardubice          | 4  | 0 | 0   | 1   | 3 | 10:15 | 1      |

Abkürzungen: Pl. = Platz, Sp = Spiele, S = Siege, OTS = Siege nach Verlängerung (Overtime) oder Penaltyschießen, OTN = Niederlagen nach Verlängerung oder Penaltyschießen, N = Niederlagen

Erläuterungen: Sechzehntelfinalqualifikant

### Gruppe F
| 21. August 2015 19:30 Uhr | Brûleurs de Loups de Grenoble Sébastien Bisaillon (51:01) | 1:4 (0:0, 0:3, 1:1) Spielbericht | HC Litvínov Michal Trávníček (5:51) Jakub Šrámek (12:52) Filip Pavlík (36:32) František Gerhát (51:59) | Patinoire Polesud, Grenoble Zuschauer: 3.300 |

| 23. August 2015 15:00 Uhr | Espoo Blues | 0:1 (0:0, 0:1, 0:0) Spielbericht | HC Litvínov Peter Jánský (32:33) | Barona Areena, Espoo Zuschauer: 2.039 |

| 27. August 2015 18:30 Uhr | HC Litvínov Michal Trávníček (1:15) Viktor Hubl (20:36) Ondřej Jurčík (20:51) Pavel Smolka (33:58) Filip Pavlík (37:30) František Lukeš (39:25) | 6:4 (1:0, 5:2, 0:2) Spielbericht | Brûleurs de Loups de Grenoble Danick Bouchard (23:13) Petr Kalus (28:36) Dave Labrecque (48:25) Danick Bouchard (59:58) | Zimní stadion Ivana Hlinky, Litvínov Zuschauer: 1.905 |

| 29. August 2015 17:30 Uhr | Espoo Blues Kim Hirschovits (24:38) Markus Poukkula (33:22) Timi Lahtinen (42:15) Roope Talaja (46:53) | 4:2 (0:1, 2:0, 2:1) Spielbericht | Brûleurs de Loups de Grenoble Christophe Tartari (14:28) Jonathan Harty (50:48) | Barona Areena, Espoo Zuschauer: 1.848 |

| 4. September 2015 19:30 Uhr | Brûleurs de Loups de Grenoble Christophe Tartari (9:29) Sébastien Bisaillon (24:19) | 2:1 (1:1, 1:0, 0:0) Spielbericht | Espoo Blues Otso Rantakari (2:06) | Patinoire Polesud, Grenoble Zuschauer: 3.300 |

| 6. September 2015 15:30 Uhr | HC Litvínov Eero Somervuori (23:35) Kim Hirschovits (48:18) Viktor Hubl (60:21) | 3:2 n. V. (1:0, 0:1, 1:1, 1:0) Spielbericht | Espoo Blues Filip Pavlik (13:34) Jiří Gula (52:31) | Zimní stadion Ivana Hlinky, Litvínov Zuschauer: 2.092 |

| Pl. |                               | Sp | S | OTS | OTN | N | Tore  | Punkte |
| 1.  | HC Litvínov                   | 4  | 3 | 1   | 0   | 0 | 14:07 | 11     |
| 2.  | Espoo Blues                   | 4  | 1 | 0   | 1   | 2 | 07:08 | 4      |
| 3.  | Brûleurs de Loups de Grenoble | 4  | 1 | 0   | 0   | 3 | 09:15 | 3      |

Abkürzungen: Pl. = Platz, Sp = Spiele, S = Siege, OTS = Siege nach Verlängerung (Overtime) oder Penaltyschießen, OTN = Niederlagen nach Verlängerung oder Penaltyschießen, N = Niederlagen

Erläuterungen: Sechzehntelfinalqualifikant

### Gruppe G
| 20. August 2015 17:30 Uhr | TPS Turku Lauri Tukonen (6:25) Lauri Tukonen (19:41) Lauri Tukonen (24:05) Jerry Ahtola (38:14) Harri Tikkanen (41:57) Ilkka Pikkarainen (55:02) | 6:1 (2:0, 2:0, 2:1) Spielbericht | Black Wings Linz Rob Hisey (53:17) | HK-areena, Turku Zuschauer: 4.150 |

| 22. August 2015 19:30 Uhr | Düsseldorfer EG Eduard Lewandowski (14:52) Rob Collins (33:34) Bernhard Ebner (34:33) Norm Milley (37:12) Norm Milley (39:27) Stephan Daschner (53:54) | 6:3 (1:2, 4:0, 1:1) Spielbericht | Black Wings Linz Andrew Kozek (3:18) Olivier Latendresse (10:41) Andrew Kozek (49:17) | ISS Dome, Düsseldorf Zuschauer: 6.513 |

| 27. August 2015 19:30 Uhr | Black Wings Linz Andrew Kozek (40:34) Brett McLean (50:33) | 2:3 n. V. (0:0, 0:1, 2:1, 0:1) Spielbericht | TPS Turku Tomi Kallio (31:05) Tero Koskiranta (50:40) Éric Perrin (64:21) | KeineSorgen Arena, Linz Zuschauer: 4.350 |

| 29. August 2015 17:45 Uhr | Düsseldorfer EG Stephan Daschner (26:54) Travis Turnbull (30:47) Eduard Lewandowski (34:31) Norm Milley (54:21) | 4:5 (0:2, 3:2, 1:1) Spielbericht | TPS Turku Henrik Tallinder (2:48) Ville-Vesa Vainiola (4:37) Julius Vahatalo (36:15) Henrik Tallinder (37:43) Harri Tikkanen (59:10) | ISS Dome, Düsseldorf Zuschauer: 6.753 |

| 3. September 2015 17:30 Uhr | TPS Turku Tomi Kallio (13:30) | 1:2 n. P. (1:1, 0:0, 0:0, 0:0, 0:1) Spielbericht | Düsseldorfer EG Daniel Kreutzer (18:32) Eduard Lewandowski (PS) | HK-areena, Turku Zuschauer: 4.176 |

| 6. September 2015 17:00 Uhr | Black Wings Linz Olivier Latendresse (21:31) Rob Hisey (37:14) Jason Ulmer (49:03) Mario Altmann (50:33) Andrew Kozek (55:02) | 5:3 (0:1, 2:2, 3:0) Spielbericht | Düsseldorfer EG Alexej Dmitriev (4:36) Stephan Daschner (25:21) Eduard Lewandowski (28:33) | KeineSorgen Arena, Linz Zuschauer: 4.250 |

| Pl. |                      | Sp | S | OTS | OTN | N | Tore  | Punkte |
| 1.  | TPS Turku            | 4  | 2 | 1   | 1   | 0 | 15:09 | 9      |
| 2.  | Düsseldorfer EG      | 4  | 1 | 1   | 0   | 2 | 15:14 | 5      |
| 3.  | EHC Black Wings Linz | 4  | 1 | 0   | 1   | 2 | 11:18 | 4      |

Abkürzungen: Pl. = Platz, Sp = Spiele, S = Siege, OTS = Siege nach Verlängerung (Overtime) oder Penaltyschießen, OTN = Niederlagen nach Verlängerung oder Penaltyschießen, N = Niederlagen

Erläuterungen: Sechzehntelfinalqualifikant

### Gruppe H
| 20. August 2015 17:30 Uhr | HC Košice Jiří Bicek (34:50) Jiří Bicek (52:54) | 2:4 (0:1, 1:3, 1:0) Spielbericht | EHC Red Bull München Michael Wolf (11:26) Michael Wolf (22:05) Michael Wolf (26:41) Jeremy Dehner (30:42) | Steel Aréna, Košice Zuschauer: 5.373 |

| 23. August 2015 19:30 Uhr | EC Klagenfurter AC Manuel Geier (31:29) | 1:4 (0:0, 1:1, 0:3) Spielbericht | EHC Red Bull München Daryl Boyle (38:26) Dominik Kahun (45:26) Ulrich Maurer (59:26) Frank Mauer (59:41) | Eissportzentrum Klagenfurt, Klagenfurt Zuschauer: 3.672 |

| 28. August 2015 19:30 Uhr | EHC Red Bull München Mads Christensen (51:20) | 1:0 (0:0, 0:0, 1:0) Spielbericht | HC Košice | Olympia-Eissportzentrum, München Zuschauer: 3.173 |

| 30. August 2015 17:30 Uhr | EC Klagenfurter AC Kevin Kapstad (9:48) Oliver Setzinger (34:15) | 2:3 (1:1, 1:1, 0:1) Spielbericht | HC Košice Richard Lelkes (4:37) Jiří Bicek (30:58) Jakub Suja (57:29) | Eissportzentrum Klagenfurt, Klagenfurt Zuschauer: 2.504 |

| 3. September 2015 18:00 Uhr | HC Košice Jiří Bicek (35:00) Jiří Bicek (PS) | 2:1 n. P. (0:0, 1:0, 0:1, 0:0, 1:0) Spielbericht | EC Klagenfurter AC Kevin Kapstad (54:30) | Steel Aréna, Košice Zuschauer: 4.437 |

| 6. September 2015 16:30 Uhr | EHC Red Bull München Mads Christensen (14:28) Keith Aucoin (16:39) Andreas Eder (32:03) Michael Wolf (39:40) Keith Aucoin (50:23) Dominik Kahun (59:16) | 6:1 (2:0, 2:1, 2:0) Spielbericht | EC Klagenfurter AC Oliver Setzinger (20:09) | Olympia-Eissportzentrum, München Zuschauer: 3.144 |

| Pl. |                      | Sp | S | OTS | OTN | N | Tore  | Punkte |
| 1.  | EHC Red Bull München | 4  | 4 | 0   | 0   | 0 | 14:04 | 12     |
| 2.  | HC Košice            | 4  | 1 | 1   | 0   | 2 | 07:08 | 5      |
| 3.  | EC Klagenfurter AC   | 4  | 0 | 0   | 1   | 3 | 05:14 | 1      |

Abkürzungen: Pl. = Platz, Sp = Spiele, S = Siege, OTS = Siege nach Verlängerung (Overtime) oder Penaltyschießen, OTN = Niederlagen nach Verlängerung oder Penaltyschießen, N = Niederlagen

Erläuterungen: Sechzehntelfinalqualifikant

### Gruppe I
| 21. August 2015 18:00 Uhr | HK Njoman Hrodna Milan Mikulík (8:13) Michal Chovan (22:24) | 2:0 (1:0, 1:0, 0:0) Spielbericht | Adler Mannheim | Ledovy Dvorets Sporta, Hrodna Zuschauer: 2.618 |

| 23. August 2015 17:00 Uhr | HC Vítkovice Ostrava Jan Káňa (46:14) | 1:2 (0:0, 0:1, 1:1) Spielbericht | Adler Mannheim Brent Raedeke (37:28) Martin Buchwieser (49:03) | Ostravar Aréna, Ostrava Zuschauer: 3.031 |

| 27. August 2015 19:30 Uhr | Adler Mannheim Brent Raedeke (5:22) Ryan MacMurchy (40:45) | 2:1 (1:0, 0:1, 1:0) Spielbericht | HK Njoman Hrodna Sjarhej Jakimowitsch (37:40) | SAP Arena, Mannheim Zuschauer: 7.219 |

| 30. August 2015 16:00 Uhr | HK Njoman Hrodna | 0:2 (0:1, 0:1, 0:0) Spielbericht | HC Vítkovice Ostrava Stanislav Balán (18:42) Michael Vandas (27:18) | Ledovy Dvorets Sporta, Hrodna Zuschauer: 2.624 |

| 4. September 2015 17:30 Uhr | HC Vítkovice Ostrava Petr Strapáč (34:33) Rostislav Olesz (42:16) Roman Szturc (44:08) | 3:1 (0:0, 1:0, 2:1) Spielbericht | HK Njoman Hrodna Pawel Bojartschuk (57:40) | Ostrava Arena, Ostrava Zuschauer: 3.748 |

| 5. September 2015 19:30 Uhr | Adler Mannheim Philip Riefers (14:20) Jamie Tardif (PS) | 2:1 n. P. (1:0, 0:0, 0:1, 0:0, 1:0) Spielbericht | HC Vítkovice Ostrava Petr Kolouch (42:17) | SAP Arena, Mannheim Zuschauer: 9.744 |

| Pl. |                      | Sp | S | OTS | OTN | N | Tore | Punkte |
| 1.  | Adler Mannheim       | 4  | 2 | 1   | 0   | 1 | 6:5  | 8      |
| 2.  | HC Vítkovice Ostrava | 4  | 2 | 0   | 1   | 1 | 7:5  | 7      |
| 3.  | HK Njoman Hrodna     | 4  | 1 | 0   | 0   | 3 | 4:7  | 3      |

Abkürzungen: Pl. = Platz, Sp = Spiele, S = Siege, OTS = Siege nach Verlängerung (Overtime) oder Penaltyschießen, OTN = Niederlagen nach Verlängerung oder Penaltyschießen, N = Niederlagen

Erläuterungen: Sechzehntelfinalqualifikant

### Gruppe J
| 20. August 2015 19:30 Uhr | Krefeld Pinguine | 0:2 (0:0, 0:1, 0:1) Spielbericht | Kärpät Oulu Ivan Huml (23:20) Mika Niemi (45:18) | Königpalast, Krefeld Zuschauer: 3.602 |

| 22. August 2015 19:30 Uhr | Vienna Capitals | 0:2 (0:2, 0:0, 0:0) Spielbericht | Kärpät Oulu Jani Hakanpää (6:43) Saku Mäenalanen (16:45) | Albert-Schultz-Eishalle, Wien Zuschauer: 3.500 |

| 27. August 2015 17:30 Uhr | Kärpät Oulu Ivan Huml (4:15) Adam Masuhr (25:37) Mika Pyörälä (35:36) Juuso Ikonen (42:02) | 4:1 (1:1, 2:0, 1:0) Spielbericht | Krefeld Pinguine Daniel Pietta (5:11) | Oulun Energia Areena, Oulu Zuschauer: 5.505 |

| 29. August 2015 19:30 Uhr | Vienna Capitals Matt Dzieduszycki (25:12) Jonathan Ferland (43:36) | 2:3 n. P. (0:0, 1:1, 1:1, 0:0, 0:1) Spielbericht | Krefeld Pinguine Christian Kretschmann (39:28) Daniel Pietta (59:32) Henrik Eriksson (PS) | Albert-Schultz-Eishalle, Wien Zuschauer: 3.400 |

| 3. September 2015 19:30 Uhr | Krefeld Pinguine Daniel Pietta (3:24) Norman Hauner (12:39) Daniel Pietta (23:46) Martin Schymainski (25:05) Norman Hauner (35:10) | 5:6 (2:3, 3:1, 0:2) Spielbericht | Vienna Capitals Derek Whitmore (4:09) Troy Milam (6:46) MacGregor Sharp (9:33) Patrick Peter (38:55) Simon Gamache (43:57) Derek Whitmore (50:47) | Königpalast, Krefeld Zuschauer: 2.860 |

| 5. September 2015 18:30 Uhr | Kärpät Oulu Julius Junttila (29:07) Mika Pyörälä (32:04) Mika Pyörälä (53:55) Aku Kestilä (56:50) | 4:0 (0:0, 2:0, 2:0) Spielbericht | Vienna Capitals | Oulun Energia Areena, Oulu Zuschauer: 5.673 |

| Pl. |                  | Sp | S | OTS | OTN | N | Tore  | Punkte |
| 1.  | Kärpät Oulu      | 4  | 4 | 0   | 0   | 0 | 12:01 | 12     |
| 2.  | Vienna Capitals  | 4  | 1 | 0   | 1   | 2 | 08:14 | 4      |
| 3.  | Krefeld Pinguine | 4  | 0 | 1   | 0   | 3 | 09:14 | 2      |

Abkürzungen: Pl. = Platz, Sp = Spiele, S = Siege, OTS = Siege nach Verlängerung (Overtime) oder Penaltyschießen, OTN = Niederlagen nach Verlängerung oder Penaltyschießen, N = Niederlagen

Erläuterungen: Sechzehntelfinalqualifikant

### Gruppe K
| 20. August 2015 19:45 Uhr | Fribourg-Gottéron Benjamin Plüss (0:38) Julien Sprunger (1:51) Nathan Marchon (27:55) | 3:4 n. P. (2:3, 1:0, 0:0, 0:0, 0:1) Spielbericht | Lukko Rauma Janne Niskala (2:58) Olli Sipiläinen (6:20) Eetu Koski (7:23) Aaron Gagnon (PS) | BCF-Arena, Freiburg im Üechtland Zuschauer: 3.089 |

| 22. August 2015 15:00 Uhr | Luleå HF Jacob Micflikier (18:31) Jacob Micflikier (28:34) Craig Schira (40:33) Bill Sweatt (PS) | 4:3 n. P. (1:0, 1:2, 1:1, 0:0, 1:0) Spielbericht | Lukko Rauma Toni Koivisto (24:47) Sami Lähteenmäki (30:30) Turo Asplund (48:52) | Coop Norrbotten Arena, Luleå Zuschauer: 3.881 |

| 27. August 2015 17:30 Uhr | Lukko Rauma Toni Koivisto (30:32) Jesse Virtanen (32:01) Janne Niskala (32:26) Jesse Virtanen (52:57) | 4:2 (0:0, 3:2, 1:0) Spielbericht | Fribourg-Gottéron Andrei Bykov (25:03) Benjamin Pluss (33:52) | Kivikylän Areena, Rauma Zuschauer: 2.484 |

| 29. August 2015 15:30 Uhr | Luleå HF Jacob Lagace (2:46) Johan Harju (3:35) Jacob Micflikier (14:38) Peter Cehlárik (21:41) | 4:2 (3:2, 1:0, 0:0) Spielbericht | Fribourg-Gottéron Marc-Antoine Pouliot (11:35) Ryan Gardner (19:30) | Coop Norrbotten Arena, Luleå Zuschauer: 4.244 |

| 4. September 2015 19:45 Uhr | Fribourg-Gottéron Sakari Salminen (8:36) Andrei Bykov (27:14) Julien Sprunger (39:57) Marc-Antoine Pouliot (46:53) | 4:3 (1:1, 2:1, 1:1) Spielbericht | Luleå HF Jan Sandström (4:28) Jacob Micflikier (34:37) Peter Cehlárik (44:12) | BCF-Arena, Freiburg im Üechtland Zuschauer: 2.388 |

| 6. September 2015 15:00 Uhr | Lukko Rauma | 0:3 (0:0, 0:2, 0:1) Spielbericht | Luleå HF Toni Rajala (36:32) Peter Cehlárik (36:54) Johan Harju (55:18) | Kivikylän Areena, Rauma Zuschauer: 2.725 |

| Pl. |                   | Sp | S | OTS | OTN | N | Tore  | Punkte |
| 1.  | Luleå HF          | 4  | 2 | 1   | 0   | 1 | 14:09 | 8      |
| 2.  | Lukko Rauma       | 4  | 1 | 1   | 1   | 1 | 11:12 | 6      |
| 3.  | Fribourg-Gottéron | 4  | 1 | 0   | 1   | 2 | 11:15 | 4      |

Abkürzungen: Pl. = Platz, Sp = Spiele, S = Siege, OTS = Siege nach Verlängerung (Overtime) oder Penaltyschießen, OTN = Niederlagen nach Verlängerung oder Penaltyschießen, N = Niederlagen

Erläuterungen: Sechzehntelfinalqualifikant

### Gruppe L
| 20. August 2015 19:00 Uhr | Stavanger Oilers Christian Dahl Andersen (5:31) Josh Soares (18:30) Rūdolfs Balcers (37:24) Jonas Johansson (46:21) | 4:1 (2:0, 1:1, 1:0) Spielbericht | HC Oceláři Třinec Erik Hrňa (39:13) | DNB Arena, Stavanger Zuschauer: 2.659 |

| 22. August 2015 16:00 Uhr | KalPa Kuopio Santeri Lukka (21:57) Miikka Pitkänen (33:04) Jonne Tammela (37:02) Mikael Ruohomaa (PS) Miikka Pitkänen (PS) | 4:3 n. P. (0:1, 3:1, 0:1, 0:0, 1:0) Spielbericht | HC Oceláři Třinec Aron Chmielewski (19:31) Vladimír Dravecký (26:09) Kamil Kreps (50:19) Jiří Polanský (PS) | Kuopion Jäähalli, Kuopio Zuschauer: 1.958 |

| 28. August 2015 19:00 Uhr | HC Oceláři Třinec Rostislav Klesla (10:55) Jakub Orsava (24:30) Rostislav Klesla (51:26) Zbyněk Irgl (63:45) | 4:3 n. V. (1:1, 1:0, 1:2, 1:0) Spielbericht | Stavanger Oilers Tommy Kristiansen (19:07) Stian Hoygard (50:59) Josh Soares (59:12) | Werk Arena, Třinec Zuschauer: 2.193 |

| 30. August 2015 15:00 Uhr | KalPa Kuopio Santeri Lukka (17:12) Patrick Davis (36:37) | 2:1 (1:0, 1:0, 0:1) Spielbericht | Stavanger Oilers Tommy Kristiansen (42:01) | Kuopion Jäähalli, Kuopio Zuschauer: 2.564 |

| 3. September 2015 19:00 Uhr | Stavanger Oilers Tommy Kristiansen (34:32) Jonas Johansson (46:35) Dan Kissel (58:20) | 3:0 (0:0, 1:0, 2:0) Spielbericht | KalPa Kuopio | DNB Arena, Stavanger Zuschauer: 3.220 |

| 5. September 2015 18:00 Uhr | HC Oceláři Třinec David Nosek (15:21) Zbyněk Irgl (24:24) Erik Hrňa (26:04) Jakub Orsava (28:57) Erik Hrňa (39:38) Erik Hrňa (47:24) | 6:0 (1:0, 4:0, 1:0) Spielbericht | KalPa Kuopio | Werk Arena, Třinec Zuschauer: 2.092 |

| Pl. |                   | Sp | S | OTS | OTN | N | Tore  | Punkte |
| 1.  | Stavanger Oilers  | 4  | 2 | 0   | 1   | 1 | 11:07 | 7      |
| 2.  | HC Oceláři Třinec | 4  | 1 | 1   | 1   | 1 | 14:11 | 6      |
| 3.  | KalPa Kuopio      | 4  | 1 | 1   | 0   | 2 | 06:13 | 5      |

Abkürzungen: Pl. = Platz, Sp = Spiele, S = Siege, OTS = Siege nach Verlängerung (Overtime) oder Penaltyschießen, OTN = Niederlagen nach Verlängerung oder Penaltyschießen, N = Niederlagen

Erläuterungen: Sechzehntelfinalqualifikant

### Gruppe M
| 20. August 2015 19:00 Uhr | Storhamar Hockey Joakim Jensen (26:41) Martin Rønnild (35:12) | 2:3 (0:2, 2:0, 0:1) Spielbericht | HC Sparta Prag Tomáš Netík (3:07) Petr Kumstát (18:06) Michal Čajkovský (47:19) | Hamar OL-Amfi, Hamar Zuschauer: 4.714 |

| 22. August 2015 19:45 Uhr | Genève-Servette HC Romain Loeffel (20:55) Goran Bezina (38:05) Matthew Lombardi (43:34) Johan Fransson (62:35) | 4:3 n. P. (0:1, 2:1, 1:1, 0:0, 1:0) Spielbericht | HC Sparta Prag Tomáš Netík (15:09) Jan Buchtele (35:21) Adam Polášek (43:20) | Patinoire des Vernets, Genf Zuschauer: 4.582 |

| 28. August 2015 18:30 Uhr | HC Sparta Prag Jan Buchtele (41:11) | 1:2 (0:0, 0:1, 1:1) Spielbericht | Storhamar Hockey Joakim Jensen (22:40) Christian Larrivée (59:22) | O2 Arena Prag, Prag Zuschauer: 2.948 |

| 29. August 2015 19:45 Uhr | Genève-Servette HC | 0:3 (0:1, 0:1, 0:1) Spielbericht | Storhamar Hockey Hampus Gustafsson (13:14) Erik de la Rose (25:15) Jacob Berglund (55:57) | Patinoire des Vernets, Genf Zuschauer: 4.451 |

| 3. September 2015 19:00 Uhr | Storhamar Hockey Alexander Reichenberg (19:44) Eirik Skadsdammen (22:49) Hampus Gustafsson (26:23) Scott Hotham (33:20) Alexander Reichenberg (43:26) | 5:1 (1:0, 3:1, 1:0) Spielbericht | Genève-Servette HC Jeremy Wick (33:52) | Hamar OL-Amfi, Storhamar Zuschauer: 5.335 |

| 5. September 2015 15:30 Uhr | HC Sparta Prag Martin Réway (3:48) Daniel Přibyl (15:04) Jan Buchtele (33:33) Martin Réway (51:26) Robert Sabolič (57:10) | 5:2 (2:0, 1:2, 2:0) Spielbericht | Genève-Servette HC Arnaud Jacquemet (20:42) Timothy Kast (32:47) | O2 Arena Prag, Prag Zuschauer: 2.992 |

| Pl. |                    | Sp | S | OTS | OTN | N | Tore  | Punkte |
| 1.  | Storhamar Hockey   | 4  | 3 | 0   | 0   | 1 | 12:05 | 9      |
| 2.  | HC Sparta Prag     | 4  | 2 | 0   | 1   | 1 | 12:10 | 7      |
| 3.  | Genève-Servette HC | 4  | 0 | 1   | 0   | 3 | 07:16 | 2      |

Abkürzungen: Pl. = Platz, Sp = Spiele, S = Siege, OTS = Siege nach Verlängerung (Overtime) oder Penaltyschießen, OTN = Niederlagen nach Verlängerung oder Penaltyschießen, N = Niederlagen

Erläuterungen: Sechzehntelfinalqualifikant

### Gruppe N
| 20. August 2015 19:00 Uhr | Frölunda HC Göteborg Henrik Tömmernes (17:10) Mats Rosseli Olsen (25:19) Artturi Lehkonen (41:49) Henrik Tömmernes (43:35) Patrik Carlsson (44:18) Robin Figren (45:01) Johan Sundström (47:42) Henrik Tömmernes (55:03) Sebastian Stålberg (59:08) | 9:1 (1:0, 1:0, 7:1) Spielbericht | Sheffield Steelers Colton Fretter (50:59) | Scandinavium, Göteborg Zuschauer: 2.732 |

| 22. August 2015 16:00 Uhr | JYP Jyväskylä Julius Nättinen (6:42) Valtteri Hotakainen (26:24) Tuomas Pihlman (37:58) | 3:0 (1:0, 2:0, 0:0) Spielbericht | Sheffield Steelers | Synergia-areena, Jyväskylä Zuschauer: 2.665 |

| 28. August 2015 20:00 Uhr | Frölunda HC Göteborg Ryan Lasch (5:50) Ryan Lasch (17:48) Artturi Lehkonen (53:58) | 3:2 (2:1, 0:0, 1:1) Spielbericht | JYP Jyväskylä Janne Tavi (15:43) Joose Antonen (47:11) | Scandinavium, Göteborg Zuschauer: 2.060 |

| 30. August 2015 18:00 Uhr | Sheffield Steelers Robert Dowd (15:52) Mathieu Roy (37:26) | 2:4 (1:0, 1:2, 0:2) Spielbericht | JYP Jyväskylä Joonas Nättinen (27:48) Valtteri Hotakainen (31:48) Joose Antonen (47:38) Janne Tavi (58:35) | Motorpoint Arena, Sheffield Zuschauer: 3.986 |

| 3. September 2015 17:30 Uhr | JYP Jyväskylä Joonas Nättinen (24:30) | 1:4 (0:1, 1:1, 0:2) Spielbericht | Frölunda HC Göteborg Spencer Abbott (12:02) Andreas Johnsson (34:10) Spencer Abbott (48:45) Joel Lundqvist (57:40) | Synergia-areena, Jyväskylä Zuschauer: 2.650 |

| 5. September 2015 20:00 Uhr | Sheffield Steelers Levi Nelson (35:50) | 1:4 (0:1, 1:0, 0:3) Spielbericht | Frölunda HC Göteborg Elias Fälth (16:35) Artturi Lehkonen (45:01) Ryan Lasch (50:22) Elias Fälth (58:26) | Motorpoint Arena, Sheffield Zuschauer: 4.111 |

| Pl. |                      | Sp | S | OTS | OTN | N | Tore  | Punkte |
| 1.  | Frölunda HC Göteborg | 4  | 4 | 0   | 0   | 0 | 21:05 | 12     |
| 2.  | JYP Jyväskylä        | 4  | 2 | 0   | 0   | 2 | 10:09 | 6      |
| 3.  | Sheffield Steelers   | 4  | 0 | 0   | 0   | 4 | 04:20 | 0      |

Abkürzungen: Pl. = Platz, Sp = Spiele, S = Siege, OTS = Siege nach Verlängerung (Overtime) oder Penaltyschießen, OTN = Niederlagen nach Verlängerung oder Penaltyschießen, N = Niederlagen

Erläuterungen: Sechzehntelfinalqualifikant

### Gruppe O
| 20. August 2015 19:00 Uhr | Växjö Lakers Patrik Lundh (4:21) Ilkka Heikkinen (8:25) Ilkka Heikkinen (13:09) Robin Söderqvist (17:33) Patrik Lundh (18:53) Alexander Johansson (23:12) Linus Fröberg (38:00) Alexander Johansson (46:23) Joakim Hillding (57:08) Mikael Johansson (58:11) | 10:2 (5:1, 2:0, 3:1) Spielbericht | Braehead Clan Stefan Meyer (10:01) Stefan Meyer (43:23) | Vida Arena, Växjö Zuschauer: 2.816 |

| 22. August 2015 19:30 Uhr | ERC Ingolstadt Petr Tatíček (26:27) Petr Tatíček (38:45) John Laliberté (47:56) John Laliberté (52:50) Thomas Greilinger (57:24) | 5:2 (0:1, 2:0, 3:1) Spielbericht | Braehead Clan Matt Keith (14:38) Chris Bruton (45:29) | Saturn-Arena, Ingolstadt Zuschauer: 2.509 |

| 27. August 2015 20:00 Uhr | Växjö Lakers Robert Rosén (19:19) Tuomas Kiiskinen (26:53) Calle Rosén (30:04) Liam Reddox (59:37) | 4:2 (1:1, 2:1, 1:0) Spielbericht | ERC Ingolstadt Brandon Buck (13:49) John Laliberté (37:20) | Vida Arena, Växjö Zuschauer: 2.338 |

| 29. August 2015 20:00 Uhr | Braehead Clan Scott Pitt (7:11) | 1:3 (1:2, 0:1, 0:0) Spielbericht | Växjö Lakers Erik Josefsson (11:55) Josh Hennessy (17:32) Richard Gynge (26:25) | Braehead Arena, Renfrewshire Zuschauer: 3.145 |

| 3. September 2015 19:00 Uhr | ERC Ingolstadt Tomáš Kubalík (32:08) Jared Ross (34:50) John Laliberté (37:17) Thomas Greilinger (51:46) Jared Ross (59:52) | 5:3 (0:0, 3:2, 2:1) Spielbericht | Växjö Lakers Patrik Lundh (25:32) Cory Murphy (34:19) Liam Reddox (55:22) | Saturn-Arena, Ingolstadt Zuschauer: 2.092 |

| 5. September 2015 20:00 Uhr | Braehead Clan Matt Keith (28:05) Brendan Brooks (29:53) Chris Bruton (44:24) Matt Keith (57:36) Alex Leavitt (59:10) Marcus Götz (59:36) | 6:4 (0:1, 2:1, 4:2) Spielbericht | ERC Ingolstadt Petr Tatíček (3:39) Tomáš Kubalík (34:18) Petr Tatíček (45:52) Benedikt Schopper (46:42) | Braehead Arena, Renfrewshire Zuschauer: 3.398 |

| Pl. |                | Sp | S | OTS | OTN | N | Tore  | Punkte |
| 1.  | Schweden       | 4  | 3 | 0   | 0   | 1 | 20:10 | 9      |
| 2.  | ERC Ingolstadt | 4  | 2 | 0   | 0   | 2 | 16:14 | 6      |
| 3.  | Braehead Clan  | 4  | 1 | 0   | 0   | 3 | 11:22 | 3      |

Abkürzungen: Pl. = Platz, Sp = Spiele, S = Siege, OTS = Siege nach Verlängerung (Overtime) oder Penaltyschießen, OTN = Niederlagen nach Verlängerung oder Penaltyschießen, N = Niederlagen

Erläuterungen: Sechzehntelfinalqualifikant

### Gruppe P
| 20. August 2015 20:00 Uhr | Rapaces de Gap Marc-André Bernier (5:17) Kévin Da Costa (17:26) Marc-André Bernier (19:43) Boštjan Goličič (54:20) | 4:5 (2:2, 1:2, 1:1) Spielbericht | ZSC Lions Zürich Kristopher Foucault (9:10) Kristopher Foucault (09:53) Severin Blindenbacher (23:04) Kristopher Foucault (26:59) Chris Baltisberger (47:42) | Alp’Arena, Gap Zuschauer: 2.566 |

| 22. August 2015 16:00 Uhr | Eisbären Berlin Marcel Noebels (32:27) Darin Olver (38:44) Micki DuPont (40:36) | 3:6 (0:3, 2:0, 1:3) Spielbericht | ZSC Lions Zürich Roman Wick (8:44) Jonas Siegenthaler (10:28) Roman Wick (18:26) Chris Baltisberger (48:07) Kristopher Foucault (51:35) Patrik Bärtschi (52:12) | Mercedes-Benz Arena, Berlin Zuschauer: 6.570 |

| 27. August 2015 19:45 Uhr | ZSC Lions Zürich Chris Baltisberger (4:16) Luca Cunti (19:21) Chris Baltisberger (27:12) Pius Suter (27:41) Luca Cunti (32:37) Marc-André Bergeron (47:36) | 6:1 (2:1, 3:0, 1:0) Spielbericht | Rapaces de Gap Pat Doherty (15:16) | Kunsteisbahn im Chreis, Dübendorf Zuschauer: 1.450 |

| 29. August 2015 16:00 Uhr | Eisbären Berlin Petr Pohl (8:06) Darin Olver (11:01) Jens Baxmann (12:16) Bruno Gervais (17:05) Shūhei Kuji (28:11) Bruno Gervais (40:49) | 6:1 (4:0, 1:0, 1:1) Spielbericht | Rapaces de Gap Karel Richter (42:49) | Mercedes-Benz Arena, Berlin Zuschauer: 5.650 |

| 4. September 2015 19:45 Uhr | ZSC Lions Zürich Fabrice Herzog (9:02) Ryan Shannon (22:27) Severin Blindenbacher (26:20) | 3:2 (1:1, 2:0, 0:0) Spielbericht | Eisbären Berlin Barry Tallackson (3:22) Julian Talbot (54:43) | Eishalle Deutweg, Winterthur Zuschauer: 2.361 |

| 6. September 2015 18:00 Uhr | Rapaces de Gap Matt Carter (10:06) Matt Carter (12:43) Camilo Miettinen (54:04) | 3:1 (2:0, 0:1, 1:0) Spielbericht | Eisbären Berlin Jonas Mueller (31:13) | Alp’Arena, Gap Zuschauer: 2.496 |

| Pl. |                  | Sp | S | OTS | OTN | N | Tore  | Punkte |
| 1.  | ZSC Lions Zürich | 4  | 4 | 0   | 0   | 0 | 20:10 | 12     |
| 2.  | Eisbären Berlin  | 4  | 1 | 0   | 0   | 3 | 12:13 | 3      |
| 3.  | Gap Hockey Club  | 4  | 1 | 0   | 0   | 3 | 09:18 | 3      |

Abkürzungen: Pl. = Platz, Sp = Spiele, S = Siege, OTS = Siege nach Verlängerung (Overtime) oder Penaltyschießen, OTN = Niederlagen nach Verlängerung oder Penaltyschießen, N = Niederlagen

Erläuterungen: Sechzehntelfinalqualifikant

## K.O.-Phase
Die Auslosung der kompletten K.O.-Runde erfolgte am 8. September 2015. Dabei wurden für die Sechzehntelfinale alle Gruppenzweiten den Gruppenersten zugelost.

### K.O.-Baum
|  | Sechzehntelfinale        | Sechzehntelfinale | Sechzehntelfinale |  |  | Achtelfinale             | Achtelfinale | Achtelfinale   |   |         | Viertelfinale        | Viertelfinale | Viertelfinale        |   |   | Halbfinale  | Halbfinale | Halbfinale           |   |  | Finale      | Finale | Finale |
|  |                          |                   |                   |  |  |                          |              |                |   |         |                      |               |                      |   |   |             |            |                      |   |  |             |        |        |
|  | HC Oceláři Třinec        | 2                 | 1                 |  |  |                          |              |                |   |         |                      |               |                      |   |   |             |            |                      |   |  |             |        |        |
|  | HV71 Jönköping           | 2                 | 3                 |  |  | Espoo Blues              | 3            | 1              |   |         |                      |               |                      |   |   |             |            |                      |   |  |             |        |        |
|  | Espoo Blues              | 4                 | 2                 |  |  | HV71 Jönköping           | 1            | 1              |   |         |                      |               |                      |   |   |             |            |                      |   |  |             |        |        |
|  | Adler Mannheim           | 1                 | 3                 |  |  |                          |              |                |   |         | Espoo Blues          | 2             | 1                    |   |   |             |            |                      |   |  |             |        |        |
|  | Düsseldorfer EG          | 0                 | 0                 |  |  |                          |              | Kärpät Oulu    | 0 | 5       |                      |               |                      |   |   |             |            |                      |   |  |             |        |        |
|  | Kärpät Oulu              | 2                 | 3                 |  |  | HC Sparta Prag           | 4            | 1              |   |         |                      |               |                      |   |   |             |            |                      |   |  |             |        |        |
|  | HC Sparta Prag           | 3                 | 3                 |  |  | Kärpät Oulu              | 2            | 4              |   |         |                      |               |                      |   |   |             |            |                      |   |  |             |        |        |
|  | ZSC Lions Zürich         | 2                 | 0                 |  |  |                          |              |                |   |         |                      |               |                      |   |   | Kärpät Oulu | 3          | 2                    |   |  |             |        |        |
|  | EC Red Bull Salzburg     | 1                 | 2                 |  |  |                          |              |                |   |         |                      |               | Lukko Rauma          | 2 | 2 |             |            |                      |   |  |             |        |        |
|  | Storhamar Hockey         | 3                 | 3                 |  |  | TPS Turku                | 4            | 2              |   |         |                      |               |                      |   |   |             |            |                      |   |  |             |        |        |
|  | JYP Jyväskylä            | 2                 | 1                 |  |  | Storhamar Hockey         | 3            | 1              |   |         |                      |               |                      |   |   |             |            |                      |   |  |             |        |        |
|  | TPS Turku                | 2                 | 4                 |  |  |                          |              |                |   |         | TPS Turku            | 3             | 1                    |   |   |             |            |                      |   |  |             |        |        |
|  | Lukko Rauma              | 5                 | 3                 |  |  |                          |              | Lukko Rauma    | 3 | 2 n. P. |                      |               |                      |   |   |             |            |                      |   |  |             |        |        |
|  | EHC Red Bull München     | 3                 | 0                 |  |  | Djurgårdens JF Stockholm | 1            | 1              |   |         |                      |               |                      |   |   |             |            |                      |   |  |             |        |        |
|  | Djurgårdens IF Stockholm | 4                 | 3                 |  |  | Lukko Rauma              | 2            | 2              |   |         |                      |               |                      |   |   |             |            |                      |   |  |             |        |        |
|  | Växjö Lakers             | 3                 | 3                 |  |  |                          |              |                |   |         |                      |               |                      |   |   |             |            |                      |   |  | Kärpät Oulu | 1      |        |
|  | HIFK Helsinki            | 2                 | 2                 |  |  |                          |              |                |   |         |                      |               |                      |   |   |             |            | Frölunda HC Göteborg | 2 |  |             |        |        |
|  | HC Davos                 | 1                 | 5                 |  |  | Bílí Tygři Liberec       | 3            | 3              |   |         |                      |               |                      |   |   |             |            |                      |   |  |             |        |        |
|  | Bílí Tygři Liberec       | 4                 | 6                 |  |  | HC Davos                 | 5            | 4              |   |         |                      |               |                      |   |   |             |            |                      |   |  |             |        |        |
|  | Linköpings HC            | 1                 | 3                 |  |  |                          |              |                |   |         | HC Davos             | 1             | 4                    |   |   |             |            |                      |   |  |             |        |        |
|  | HC Košice                | 4                 | 0                 |  |  |                          |              | Skellefteå AIK | 1 | 1       |                      |               |                      |   |   |             |            |                      |   |  |             |        |        |
|  | Skellefteå AIK           | 3                 | 3                 |  |  | Eisbären Berlin          | 2            | 1              |   |         |                      |               |                      |   |   |             |            |                      |   |  |             |        |        |
|  | Eisbären Berlin          | 3                 | 3                 |  |  | Skellefteå AIK           | 5            | 2              |   |         |                      |               |                      |   |   |             |            |                      |   |  |             |        |        |
|  | Stavanger Oilers         | 0                 | 3                 |  |  |                          |              |                |   |         |                      |               |                      |   |   | HC Davos    | 0          | 1                    |   |  |             |        |        |
|  | ERC Ingolstadt           | 4                 | 1                 |  |  |                          |              |                |   |         |                      |               | Frölunda HC Göteborg | 5 | 1 |             |            |                      |   |  |             |        |        |
|  | Frölunda HC Göteborg     | 2                 | 4 n. V.           |  |  | HC Litvínov              | 2            | 0              |   |         |                      |               |                      |   |   |             |            |                      |   |  |             |        |        |
|  | Vienna Capitals          | 3                 | 2                 |  |  | Frölunda HC Göteborg     | 1            | 6              |   |         |                      |               |                      |   |   |             |            |                      |   |  |             |        |        |
|  | HC Litvínov              | 4                 | 2 n. V.           |  |  |                          |              |                |   |         | Frölunda HC Göteborg | 2             | 6 n. P.              |   |   |             |            |                      |   |  |             |        |        |
|  | Vítkovice Ostrava        | 0                 | 1                 |  |  |                          |              | Luleå HF       | 3 | 4       |                      |               |                      |   |   |             |            |                      |   |  |             |        |        |
|  | Tappara Tampere          | 2                 | 2                 |  |  | Tappara Tampere          | 2            | 0              |   |         |                      |               |                      |   |   |             |            |                      |   |  |             |        |        |
|  | Färjestad BK Karlstad    | 0                 | 3                 |  |  | Luleå HF                 | 1            | 5              |   |         |                      |               |                      |   |   |             |            |                      |   |  |             |        |        |
|  | Luleå HF                 | 3                 | 1                 |  |  |                          |              |                |   |         |                      |               |                      |   |   |             |            |                      |   |  |             |        |        |

### Sechzehntelfinale
Die Hinspiele fanden am 22. bzw. am 29. September 2015 und die Rückspiele am 6. Oktober 2015 statt.
1. Spiel:  HC Oceláři Třinec (L2) –  HV71 Jönköping (C1) 3:5
| 22. September 2015 17:30 Uhr | HC Oceláři Třinec Radim Matuš (8:16) Erik Hrňa (37:16) | 2:2 (0:0, 2:0, 0:2) Spielbericht | HV71 Jönköping Teemu Laine (14:24) Oscar Sundh (31:56) | Werk Arena, Třinec Zuschauer: 2.112 |

| 6. Oktober 2015 19:00 Uhr | HV71 Jönköping Axel Eidstedt (30:01) Chris Abbott (51:15) Anton Bengtsson (59:28) | 3:1 (0:0, 1:1, 2:0) Spielbericht | HC Oceláři Třinec Jakub Klepiš (26:54) | Kinnarps Arena, Jönköping Zuschauer: 1.114 |

2. Spiel:  Espoo Blues (F2) –  Adler Mannheim (I1) 6:4
| 22. September 2015 17:30 Uhr | Espoo Blues Kai Kantola (9:02) Kim Hirschovits (20:30) Jussi Makkonen (29:37) Markus Poukkula (39:08) | 4:1 (1:1, 3:0, 0:0) Spielbericht | Adler Mannheim Brandon Yip (10:34) | Barona Areena, Espoo Zuschauer: 1.183 |

| 6. Oktober 2015 19:30 Uhr | Adler Mannheim Ryan MacMurchy (15:46) Brandon Yip (39:54) Ryan MacMurchy (59:24) | 3:2 (1:0, 1:1, 1:1) Spielbericht | Espoo Blues Jussi Makkonen (21:05) Ville Korhonen (59:59) | SAP Arena, Mannheim Zuschauer: 5.571 |

3. Spiel:  HC Sparta Prag (M2) –  ZSC Lions (P1) 6:2
| 22. September 2015 18:30 Uhr | HC Sparta Prag Jan Buchtele (9:07) Jan Buchtele (24:41) Ryan Glenn (26:05) | 3:2 (1:0, 2:1, 0:1) Spielbericht | ZSC Lions Zürich Fabrice Herzog (30:43) Kris Foucault (44:14) | Tipsport Arena, Prag Zuschauer: 2.893 |

| 6. Oktober 2015 19:45 Uhr | ZSC Lions Zürich | 0:3 (0:1, 0:1, 0:1) Spielbericht | HC Sparta Prag Tomáš Netík (48:43) Petr Kumstát (36:07) Jan Buchtele (48:43) | Hallenstadion, Zürich Zuschauer: 4.563 |

4. Spiel:  Düsseldorfer EG (G2) –  Kärpät Oulu (J1) 0:5
| 22. September 2015 19:30 Uhr | Düsseldorfer EG | 0:2 (0:1, 0:1, 0:0) Spielbericht | Kärpät Oulu Sebastian Aho (14:54) Esa Pirnes (20:51) | ISS Dome, Düsseldorf Zuschauer: 5.431 |

| 6. Oktober 2015 17:30 Uhr | Kärpät Oulu Sebastian Aho (1:36) Saku Mäenalanen (5:02) Saku Mäenalanen (14:32) | 3:0 (3:0, 0:0, 0:0) Spielbericht | Düsseldorfer EG | Oulun Energia Areena, Oulu Zuschauer: 3.471 |

5. Spiel:  Red Bull Salzburg (C2) –  Storhamar Hockey (M1) 3:6
| 22. September 2015 19:15 Uhr | EC Red Bull Salzburg Kyle Beach (48:30) | 1:3 (0:0, 0:2, 1:1) Spielbericht | Storhamar Hockey Jacob Berglund (28:44) Christian Larrivée (38:42) Alexander Reichenberg (56:47) | Eisarena Salzburg, Salzburg Zuschauer: 1.206 |

| 6. Oktober 2015 19:00 Uhr | Storhamar Hockey Jimmy Andersson (10:39) Jacob Berglund (48:48) Jimmy Andersson (58:50) | 3:2 (1:0, 0:0, 2:2) Spielbericht | EC Red Bull Salzburg Brian Fahey (45:01) Brett Sterling (56:36) | Hamar OL-Amfi, Hamar Zuschauer: 4.281 |

6. Spiel:  JYP Jyväskylä (N2) –  TPS Turku (G1) 3:6
| 22. September 2015 17:30 Uhr | JYP Jyväskylä Mikko Salmio (31:13) Petr Hubáček (33:29) | 2:2 (0:0, 2:0, 0:2) Spielbericht | TPS Turku Petteri Nummelin (46:16) Elmeri Eronen (46:53) | Synergia-areena, Jyväskylä Zuschauer: 2.045 |

| 6. Oktober 2015 17:30 Uhr | TPS Turku Dave Spina (24:12) Dave Spina (31:36) Dave Spina (49:46) Patrik Virta (53:04) | 4:1 (0:1, 2:0, 2:0) Spielbericht | JYP Jyväskylä Tuomas Pihlman (12:22) | HK-areena, Turku Zuschauer: 3.392 |

7. Spiel:  Lukko Rauma (K2) –  Red Bull München (H1) 8:3
| 22. September 2015 17:30 Uhr | Lukko Rauma Filip Riska (19:59) Janne Lahti (29:37) Janne Niskala (32:03) Toni Koivisto (35:04) Toni Koivisto (47:50) | 5:3 (1:0, 3:1, 1:2) Spielbericht | EHC Red Bull München Michael Wolf (20:49) Daniel Sparre (58:23) Florian Kettemer (59:14) | Kivikylän Areena, Rauma Zuschauer: 1.716 |

| 6. Oktober 2015 19:30 Uhr | EHC Red Bull München | 0:3 (0:1, 0:0, 0:2) Spielbericht | Lukko Rauma Kelly Zajac (15:30) Eetu Koivistoinen (42:48) Toni Koivisto (57:22) | Olympia-Eissportzentrum, München Zuschauer: 1.970 |

8. Spiel:  Djurgårdens IF Stockholm (B2) –  Växjö Lakers (O1) 7:6
| 22. September 2015 20:00 Uhr | Djurgårdens IF Stockholm Marcus Sörensen (5:59) Markus Ljungh (14:03) Fredrik Forsberg (45:01) Joakim Hillding (47:20) | 4:3 (2:1, 1:0, 1:2) Spielbericht | Växjö Lakers Josh Hennessy (14:15) Daniel Brodin (34:59) Erik Josefsson (44:42) | Hovet, Stockholm Zuschauer: 566 |

| 6. Oktober 2015 19:00 Uhr | Växjö Lakers Ilkka Heikkinen (31:34) Ilkka Heikkinen (39:59) Calle Rosén (51:55) | 3:3 (0:1, 2:0, 1:2) Spielbericht | Djurgårdens IF Stockholm Daniel Brodin (10:11) Henrik Eriksson (42:21) Matt Anderson (43:52) | Vida Arena, Växjö Zuschauer: 1.680 |

9. Spiel:  Bílí Tygři Liberec (D2) –  Linköpings HC (A1) 10:4
| 22. September 2015 17:30 Uhr | Bílí Tygři Liberec Michal Bulíř (3:14) Michal Bulíř (06:37) Michal Bulíř (14:51) Michal Řepík (16:40) | 4:1 (4:1, 0:0, 0:0) Spielbericht | Linköpings HC Jonas Junland (14:40) | Home Credit Arena, Liberec Zuschauer: 1.993 |

| 6. Oktober 2015 19:00 Uhr | Linköpings HC Broc Little (20:54) Gustav Forsling (39:28) Broc Little (44:50) | 3:6 (0:4, 2:1, 1:1) Spielbericht | Bílí Tygři Liberec Michal Birner (0:26) Michal Řepík (2:50) Michal Bulíř (3:20) Petr Jelinek (8:59) Branko Radivojevič (23:44) Michal Repik (56:33) | Saab Arena, Linköping Zuschauer: 1.565 |

10. Spiel:  HIFK Helsinki (A2) –  HC Davos (E1) 4:6
| 22. September 2015 17:30 Uhr | HIFK Helsinki Joonas Rask (9:24) Joonas Rask (46:44) | 2:1 (1:0, 0:0, 1:1) Spielbericht | HC Davos Marc Wieser (44:16) | Helsingin Jäähalli, Helsinki Zuschauer: 3.649 |

| 6. Oktober 2015 19:45 Uhr | HC Davos Perttu Lindgren (14:35) Beat Forster (21:53) Perttu Lindgren (41:13) Dario Simion (58:50) Dario Simion (59:19) | 5:2 (1:1, 1:1, 3:0) Spielbericht | HIFK Helsinki Jasse Ikonen (13:52) Corey Elkins (31:50) | Vaillant Arena, Davos Zuschauer: 4.145 |

11. Spiel:  Eisbären Berlin (P2) –  Stavanger Oilers (L1) 6:3
| 22. September 2015 19:30 Uhr | Eisbären Berlin Julian Talbot (37:09) Sven Ziegler (42:44) Micki DuPont (53:19) | 3:0 (0:0, 1:0, 2:0) Spielbericht | Stavanger Oilers | Mercedes-Benz Arena, Berlin Zuschauer: 4.069 |

| 6. Oktober 2015 19:00 Uhr | Stavanger Oilers Petter Roste (8:35) Christian Dahl Andersen (28:54) Dan Kissel (31:21) | 3:3 (1:1, 2:2, 0:0) Spielbericht | Eisbären Berlin Marcel Noebels (3:25) Laurin Braun (22:55) T. J. Mulock (39:59) | DNB Arena, Stavanger Zuschauer: 3.678 |

12. Spiel:  HC Košice (H2) –  Skellefteå AIK (D1) 4:6
| 22. September 2015 18:00 Uhr | HC Košice Marek Bartánus (23:56) Marek Bartánus (50:35) Richard Lelkeš (56:14) Adam Lapšanský (57:13) | 4:3 (0:1, 1:1, 3:1) Spielbericht | Skellefteå AIK Janne Pesonen (10:42) Patrik Zackrisson (22:24) Alexander Urbom (54:10) | Steel Aréna, Košice Zuschauer: 5.038 |

| 6. Oktober 2015 17:30 Uhr | Skellefteå AIK Janne Pesonen (36:42) Terry Broadhurst (51:42) Pär Lindholm (59:56) | 3:0 (0:0, 1:0, 2:0) Spielbericht | HC Košice | Skellefteå Kraft Arena, Skellefteå Zuschauer: 2.209 |

13. Spiel:  ERC Ingolstadt (O2) –  Frölunda HC Göteborg (N1) 5:6 n. V.
| 29. September 2015 19:30 Uhr | ERC Ingolstadt Alexander Barta (11:35) Daniel Irmen (31:14) Jared Ross (37:59) Petr Tatíček (48:37) | 4:2 (1:2, 2:0, 1:0) Spielbericht | Frölunda HC Göteborg Joel Lundqvist (1:15) Artturi Lehkonen (5:35) | Saturn-Arena, Ingolstadt Zuschauer: 2.046 |

| 6. Oktober 2015 19:00 Uhr | Frölunda HC Göteborg Pontus Widerström (19:34) Elias Fälth (41:23) Lukas Bengtsson (59:49) Ryan Lasch (66:26) | 4:1 n. V. (1:0, 0:1, 2:0, 1:0) Spielbericht | ERC Ingolstadt Alexander Barta (33:46) | Frölundaborgs isstadion, Göteborg Zuschauer: 1.706 |

14. Spiel:  Vienna Capitals (J2) –  HC Litvínov (F1) 5:6 n. V.
| 22. September 2015 19:15 Uhr | Vienna Capitals Julian Grosslercher (5:12) Rafael Rotter (39:04) Kurtis McLean (41:56) | 3:4 (1:4, 1:0, 1:0) Spielbericht | HC Litvínov Robin Hanzl (1:07) František Lukeš (9:16) Peter Jánský (18:01) Petr Chaloupka (18:16) | Albert-Schultz-Eishalle, Wien Zuschauer: 2.400 |

| 6. Oktober 2015 17:00 Uhr | HC Litvínov Peter Jánský (46:42) František Lukeš (64:45) | 2:2 n. V. (0:0, 0:0, 1:2, 1:0) Spielbericht | Vienna Capitals Rafael Rotter (45:30) Derek Whitmore (50:46) | Zimní stadion Ivana Hlinky, Litvínov Zuschauer: 2.084 |

15. Spiel:  Vítkovice Ostrava (I2) –  Tappara Tampere (B1) 1:4
| 22. September 2015 17:00 Uhr | Vítkovice Ostrava | 0:2 (0:0, 0:2, 0:0) Spielbericht | Tappara Tampere Teemu Aalto (24:17) Jukka Peltola (25:49) | Ostravar Aréna, Ostrava Zuschauer: 4.057 |

| 6. Oktober 2015 17:30 Uhr | Tappara Tampere Jukka Peltola (19:52) Jan-Mikael Jarvinen (36:55) | 2:1 (1:0, 1:1, 0:0) Spielbericht | Vítkovice Ostrava Rostislav Olesz (27:58) | Hakametsä Stadium, Tampere Zuschauer: 2.097 |

16. Spiel:  Färjestad BK Karlstad (E2) –  Luleå HF (K1) 3:4
| 22. September 2015 19:00 Uhr | Färjestad BK Karlstad | 0:3 (0:0, 0:2, 0:1) Spielbericht | Luleå HF Brendan Mikkelson (21:19) Toni Rajala (37:57) Johan Harju (47:52) | Löfbergs Lila Arena, Karlstad Zuschauer: 1.594 |

| 6. Oktober 2015 20:00 Uhr | Luleå HF Brendan Mikkelson (48:58) | 1:3 (0:1, 0:2, 1:0) Spielbericht | Färjestad BK Karlstad Johan Ryno (9:23) Sebastian Erixon (24:12) Johan Ryno (32:20) | Coop Norrbotten Arena, Luleå Zuschauer: 3.663 |

### Achtelfinale
Die Hinspiele fanden am 3. November 2015 und die Rückspiele am 10. November 2015 statt.
17. Spiel:  Espoo Blues (F2) –  HV71 Jönköping (C1) 4:2 
| 3. November 2015 17:30 Uhr | Espoo Blues Jari Sailio (8:57) Eero Somervuori (12:45) Kim Hirschovits (39:00) | 3:1 (2:0, 1:1, 0:0) Spielbericht | HV71 Jönköping Simon Önerud (20:57) | Barona Areena, Espoo Zuschauer: 3.045 |

| 10. November 2015 20:00 Uhr | HV71 Jönköping Erik Christensen (28:06) | 1:1 (0:0, 1:1, 0:0) Spielbericht | Espoo Blues Jussi Makkonen (29:52) | Kinnarps Arena, Jönköping Zuschauer: 1.653 |

18. Spiel:  HC Sparta Prag (M2) –  Kärpät Oulu (J1) 5:6
| 3. November 2015 18:30 Uhr | HC Sparta Prag Daniel Přibyl (32:39) Michal Čajkovský (35:36) Lukáš Cingeľ (50:36) Jaroslav Hlinka (55:56) | 4:2 (0:1, 2:0, 2:1) Spielbericht | Kärpät Oulu Markus Nutivaara (6:48) Jani Hakanpää (51:03) | Tipsport Arena, Prag Zuschauer: 4.593 |

| 10. November 2015 17:30 Uhr | Kärpät Oulu Arto Laatikainen (27:32) Nika Niemi (36:24) Sebastian Aho (43:59) Mika Pyörälä (59:11) | 4:1 (0:0, 2:0, 2:1) Spielbericht | HC Sparta Prag Michal Čajkovský (42:37) | Oulun Energia Areena, Oulu Zuschauer: 3.716 |

19. Spiel:  TPS Turku (G1) –  Storhamar Hockey (M1) 6:4
| 3. November 2015 17:30 Uhr | TPS Turku Jerry Ahtola (27:19) Petteri Nummelin (30:34) Oskari Siiki (34:06) Ilkka Pikkarainen (55:21) | 4:3 (0:3, 3:0, 1:0) Spielbericht | Storhamar Hockey Eirik Skadsammen (12:56) Mikael Zettergren (16:21) Martin Rønnild (19:15) | HK-areena, Turku Zuschauer: 4.238 |

| 10. November 2015 19:00 Uhr | Storhamar Hockey Jacob Berglund (31:57) | 1:2 (0:1, 1:0, 0:1) Spielbericht | TPS Turku Tadas Kumeliauskas (13:44) Henrik Tallinder (59:23) | Hamar OL-Amfi, Hamar Zuschauer: 5.367 |

20. Spiel:  Djurgårdens IF Stockholm (B2) –  Lukko Rauma (K2) 2:4
| 3. November 2015 20:00 Uhr | Djurgårdens IF Stockholm Linus Hultström (38:53) | 1:2 (0:1, 1:0, 0:1) Spielbericht | Lukko Rauma Sami Lähteenmäki (8:55) Ilkka Mikkola (56:43) | Globen Arena, Stockholm Zuschauer: 978 |

| 10. November 2015 17:30 Uhr | Lukko Rauma Aaron Gagnon (34:48) Toni Koivisto (58:41) | 2:1 (0:0, 1:1, 1:0) Spielbericht | Djurgårdens IF Stockholm Mikael Ahlén (36:37) | Kivikylän Areena, Rauma Zuschauer: 2.435 |

21. Spiel:  Bílí Tygři Liberec (D2) –  HC Davos (E1) 6:9
| 3. November 2015 18:00 Uhr | Bílí Tygři Liberec Branko Radivojevič (14:24) Branko Radivojevič (35:38) Michal Řepík (59:20) | 3:5 (1:3, 1:1, 1:1) Spielbericht | HC Davos Andres Ambühl (6:09) Dario Simion (9:16) Dino Wieser (18:17) Marcus Paulsson (28:08) Andres Ambühl (57:59) | Home Credit Arena, Liberec Zuschauer: 7.148 |

| 10. November 2015 19:45 Uhr | HC Davos Samuel Walser (5:38) Dino Wieser (9:29) Mauro Jörg (12:20) Dino Wieser (56:33) | 4:3 (3:1, 0:2, 1:0) Spielbericht | Bílí Tygři Liberec Petr Jelínek (8:56) Petr Jelínek (24:23) Michal Plutnar (29:45) | Vaillant Arena, Davos Zuschauer: 3.252 |

22. Spiel:  Eisbären Berlin (P2) –  Skellefteå AIK (D1) 3:7
| 3. November 2015 19:00 Uhr | Eisbären Berlin Bruno Gervais (30:38) Laurin Braun (55:16) | 2:5 (0:2, 1:1, 1:2) Spielbericht | Skellefteå AIK Tim Heed (3:04) Erik Forssell (12:00) Tim Heed (27:45) Andrew Calof (40:46) Jimmie Ericsson (45:47) | Wellblechpalast, Berlin Zuschauer: 4.554 |

| 10. November 2015 19:00 Uhr | Skellefteå AIK Martin Lundberg (6:07) Erik Forssell (56:34) | 2:1 (1:1, 0:0, 1:0) Spielbericht | Eisbären Berlin Marcel Noebels (3:11) | Skellefteå Kraft Arena, Skellefteå Zuschauer: 1.758 |

23. Spiel:  HC Litvínov (F1) –  Frölunda HC Göteborg (N1) 2:7
| 3. November 2015 17:00 Uhr | HC Litvínov Karel Kubát (32:08) Robin Hanzl (45:46) | 2:1 (0:0, 1:0, 1:1) Spielbericht | Frölunda HC Göteborg Andreas Johnsson (41:50) | Zimní stadion Ivana Hlinky, Litvínov Zuschauer: 1.125 |

| 10. November 2015 20:00 Uhr | Frölunda HC Göteborg Spencer Abbott (27:47) Robin Figren (29:20) Sebastian Stålberg (37:35) Lukas Bengtsson (43:16) Spencer Abbott (48:02) Ryan Lasch (54:39) | 6:0 (0:0, 3:0, 3:0) Spielbericht | HC Litvínov | Frölundaborgs isstadion, Göteborg Zuschauer: 1.378 |

24. Spiel:  Tappara Tampere (B1) –  Luleå HF (K1) 2:6
| 3. November 2015 17:30 Uhr | Tappara Tampere Otto Rauhala (17:48) Jani Lajunen (47:31) | 2:1 (1:0, 0:0, 1:1) Spielbericht | Luleå HF Christopher Mastomäki (46:10) | Hakametsä, Tampere Zuschauer: 3.903 |

| 10. November 2015 19:00 Uhr | Luleå HF Karl Fabricius (13:13) Emil Sylvegård (16:01) Jacob Micfikier (50:03) Jacob Micfikier (54:12) Peter Cehlárik (55:39) | 5:0 (2:0, 0:0, 3:0) Spielbericht | Tappara Tampere | Coop Norrbotten Arena, Luleå Zuschauer: 3.829 |

### Viertelfinale
Die Hinspiele fanden am 1. Dezember 2015 und die Rückspiele am 8. Dezember 2015 statt.
25. Spiel:  Espoo Blues –  Kärpät Oulu 3:5
| 1. Dezember 2015 18:30 Uhr | Espoo Blues Jussi Makkonen (8:44) Jari Sailio (49:32) | 2:0 (1:0, 0:0, 1:0) Spielbericht | Kärpät Oulu | Barona Areena, Espoo Zuschauer: 2.799 |

| 8. Dezember 2015 18:30 Uhr | Kärpät Oulu Julius Junttila (0:56) Jani Hakanpää (1:19) Julius Junttila (46:47) Markus Nutivaara (48:01) Julius Junttila (58:46) | 5:1 (2:0, 0:0, 3:1) Spielbericht | Espoo Blues Antti Suomela (47:12) | Oulun Energia Areena, Oulu Zuschauer: 3.173 |

26. Spiel:  TPS Turku –  Lukko Rauma 4:5
| 1. Dezember 2015 18:30 Uhr | TPS Turku Tomi Kallio (6:06) Éric Perrin (57:17) Tomi Kallio (59:40) | 3:3 (1:2, 0:0, 2:1) Spielbericht | Lukko Rauma Teemu Nurmi (9:55) Janne Lahti (13:28) Jesper Piitulainen (42:01) | HK-areena, Turku Zuschauer: 3.006 |

| 8. Dezember 2015 18:30 Uhr | Lukko Rauma Ville Vahalahti (35:52) Turo Asplund (PS) | 2:1 n. P. (0:0, 1:0, 0:1, 0:0, 1:0) Spielbericht | TPS Turku Harri Tikkanen (55:36) | Kivikylän Areena, Rauma Zuschauer: 3.389 |

27. Spiel:  HC Davos –  Skellefteå AIK 5:2
| 1. Dezember 2015 19:45 Uhr | HC Davos Marc Aeschlimann (16:53) | 1:1 (1:0, 0:1, 0:0) Spielbericht | Skellefteå AIK Andrew Calof (23:47) | Vaillant Arena, Davos Zuschauer: 4.002 |

| 8. Dezember 2015 19:00 Uhr | Skellefteå AIK Erik Forssell (20:23) | 1:4 (0:2, 1:0, 0:2) Spielbericht | HC Davos Dick Axelsson (4:07) Enzo Corvi (9:52) Andres Ambühl (50:32) Perttu Lindgren (59:03) | Skellefteå Kraft Arena, Skellefteå Zuschauer: 2.134 |

28. Spiel:  Luleå HF –  Frölunda HC Göteborg 7:8 n. P.
| 1. Dezember 2015 20:00 Uhr | Luleå HF Karl Fabricius (5:24) Viktor Ekarv (33:57) Christopher Mastomäki (57:07) | 3:2 (1:0, 1:2, 1:0) Spielbericht | Frölunda HC Göteborg Joel Lundqvist (22:22) Jacob Larsson (38:24) | Coop Norrbotten Arena, Luleå Zuschauer: 4.130 |

| 8. Dezember 2015 20:00 Uhr | Frölunda HC Göteborg Johan Sundström (5:09) Andreas Johnsson (17:15) Patrik Carlsson (21:31) Oscar Fantenberg (28:31) Spencer Abbott (34:35) Spencer Abbott (PS) | 6:4 n. P. (2:2, 3:1, 0:1, 0:0, 1:0) Spielbericht | Luleå HF Toni Rajala (11:33) Johan Forsberg (18:36) Christopher Mastomäki (21:42) Johan Harju (46:12) | Frölundaborgs isstadion, Göteborg Zuschauer: 3.590 |

### Halbfinale
Die Hinspiele fanden am 12. Januar 2016 und die Rückspiele am 19. Januar 2016 statt.
29. Spiel:  Kärpät Oulu –  Lukko Rauma 5:4
| 12. Januar 2016 18:30 Uhr | Lukko Rauma Toni Koivisto (9:36) Jesse Virtanen (10:59) | 2:3 (2:1, 0:0, 0:2) Spielbericht | Kärpät Oulu Lasse Kukkonen (14:40) Juho Keränen (44:28) Miro Aaltonen (53:16) | Kivikylän Areena, Rauma Zuschauer: 2.063 |

| 19. Januar 2016 18:30 Uhr | Kärpät Oulu Mika Pyörälä (26:18) Markus Nutivaara (41:29) | 2:2 (0:0, 1:1, 1:1) Spielbericht | Lukko Rauma Toni Koivisto (31:02) Janne Lahti (54:23) | Oulun Energia Areena, Oulu Zuschauer: 3.394 |

30. Spiel:  HC Davos –  Frölunda HC Göteborg 1:6
| 12. Januar 2016 20:15 Uhr | HC Davos | 0:5 (0:1, 0:1, 0:3) Spielbericht | Frölunda HC Göteborg Spencer Abbott (5:29) Artturi Lehkonen (28:55) Ryan Lasch (40:43) Jacob Larsson (48:00) Jacob Larsson (59:04) | Vaillant Arena, Davos Zuschauer: 5.887 |

| 19. Januar 2016 20:05 Uhr | Frölunda HC Göteborg Patrik Carlsson (3:29) | 1:1 (1:0, 0:1, 0:0) Spielbericht | HC Davos Andres Ambühl (21:29) | Frölundaborgs isstadion, Göteborg Zuschauer: 3.819 |

### Finale
Das Finale fand am 9. Februar 2016 statt. Heimrecht hatte das bis dahin punktbeste Team.
| 9. Februar 2016 18:30 Uhr | Kärpät Oulu Juho Keranen (47:00) | 1:2 (0:2, 0:0, 1:0) Spielbericht | Frölunda HC Göteborg Ryan Lasch (16:20) Spencer Abbott (17:43) | Oulun Energia Areena, Oulu Zuschauer: 6.200 |

### Kader des CHL-Siegers
| Sieger der Champions Hockey League Frölunda HC Göteborg | Torhüter: Johan Gustafsson, Lars Johansson Verteidiger: Lukas Bengtsson, Oscar Fantenberg, Elias Fälth, Jacob Larsson, Oliver Lauridsen, Tom Nilsson, Christoffer Persson, Henrik Tömmernes Stürmer: Spencer Abbott, Patrik Carlsson, Christoffer Ehn, Robin Figren, Andreas Johnsson, Ryan Lasch, Nicklas Lasu, Artturi Lehkonen, Joel Lundqvist, Mats Rosseli Olsen, Sebastian Stålberg, Johan Sundström Cheftrainer: Roger Rönnberg Assistenztrainer: Pär Johansson, Robert Olsson |